# Van Eesteren Museum

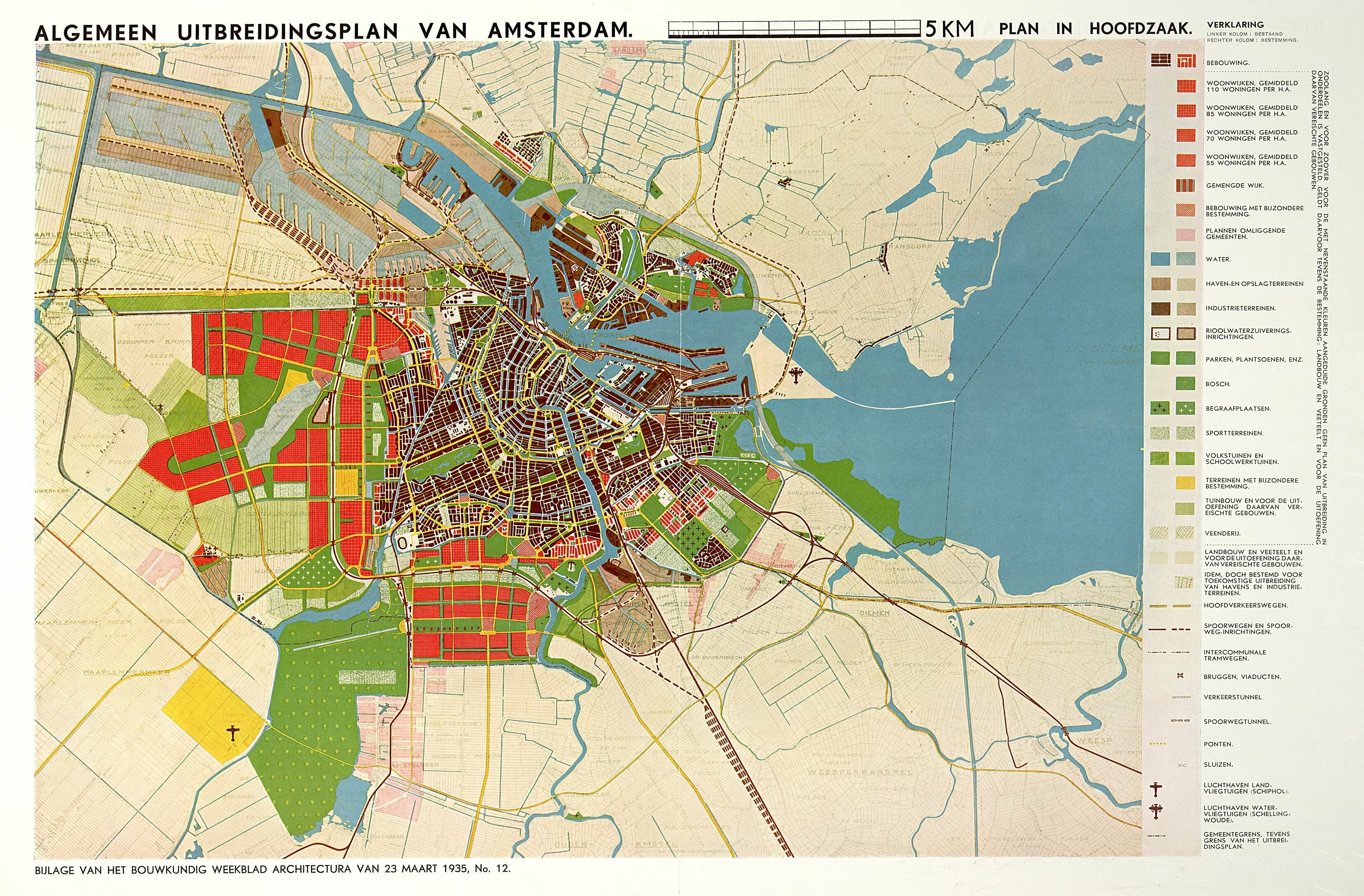
Het Algemeen Uitbreidingsplan, ontworpen door Cornelis van Eesteren.

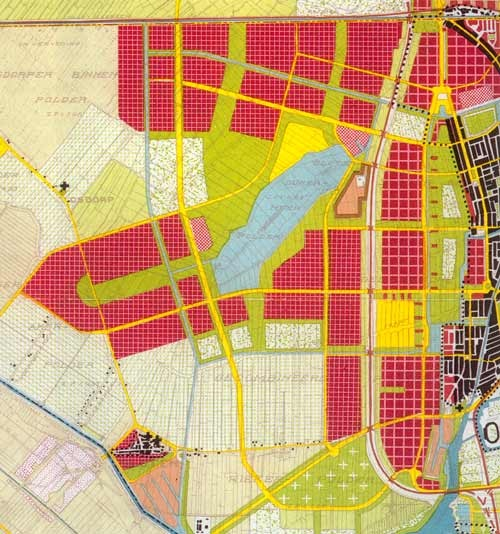
De Westelijke Tuinsteden als onderdeel van het AUP.

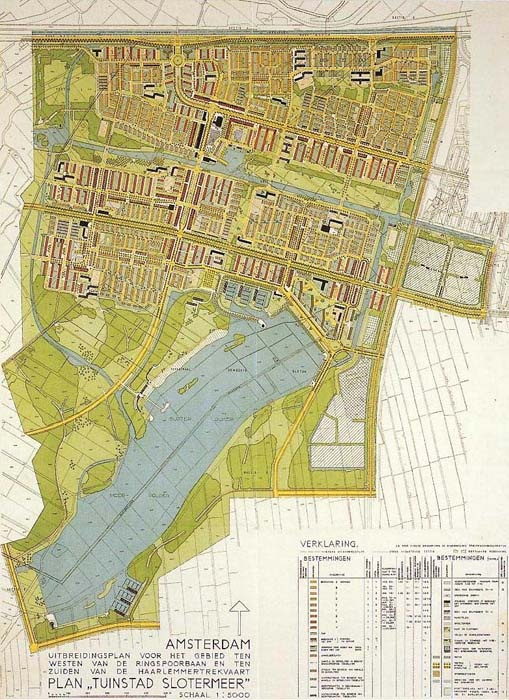
Het oorspronkelijke 'Plan Tuinstad Slotermeer' uit 1939, onderdeel van het AUP.

Het Van Eesteren Museum is een museum in Amsterdam Nieuw-West, dat geheel gewijd is aan architect en stedenbouwkundige Cornelis van Eesteren. Het is sinds 22 oktober 2017 gevestigd in het Van Eesteren Paviljoen aan de Noordzijde 31.

## Geschiedenis

### Aanloop
Het museum werd opgericht op 1 mei 2010 door vertegenwoordigers van erfgoedverenigingen en bewoners in het toenmalige Amsterdamse stadsdeel Geuzenveld-Slotermeer. In 2007 bestempelde het bestuur van Geuzenveld-Slotermeer daar een gebied van ongeveer een halve vierkante kilometer als een belangrijk cultuurhistorisch erfgoed tot beschermd stadsgezicht vanwege de architectuur en vooral de stedenbouwkundige opzet: het 'Van Eesteren Buitenmuseum'. Het doel van het museum was dat er tevens rondleidingen en lezingen georganiseerd zouden worden en de inrichting van een tentoonstellingsruimte, c.q. een echt museum, het 'Binnenmuseum'. Op 15 oktober 2010 werd het museum geopend door de wethouders Gehrels van de gemeente Amsterdam en Bos van het stadsdeel Nieuw-West. Het Van Eesteren Museum moest een eerbetoon worden aan Cornelis van Eesteren die als architect en stedenbouwkundige aan de wieg stond van het Algemeen Uitbreidingsplan (AUP) van Amsterdam uit 1934.

### Museumwoning
Op 12 oktober 2012 werd een museumwoning geopend aan de Freek Oxtraat 27 in Slotermeer. Deze werd ingericht volgens de principes van de Stichting Goed Wonen uit de jaren vijftig. Het Buitenmuseum wordt omgrensd door – met de klok mee – de Burgemeester Vening Meineszlaan, de Hemboogzone, de Burgemeester Van Tienhovengracht en de Burgemeester Eliasstraat. Een groot deel van de oorspronkelijke architectuur en stedenbouwkundige opzet is hier nog bewaard gebleven.

### De weg naar het museum
In maart 2007 meldde het stadsdeelbestuur dat de aanwijzing tot beschermd stadsgezicht heelhuids door de inspraakprocedure was gekomen, een belangrijke eerste stap. Hoe ongemakkelijk dat ging, is enigszins te lezen in een kritisch artikel dat Jaco Boer schreef in het Tijdschrift voor Amsterdams Woonbeleid NUL20. Eind februari 2009 blijkt dat het conglomeraat van woningcorporaties Far West bezwaar heeft aangetekend tegen het aanwijzen van dit gebied tot Van Eesteren Museum en wordt dit in een deelraadscommissie geagendeerd. Dat is het moment waarop de bestuurders van het stadsdeel en enkele woningcorporaties aangekondigd hebben, hun plannen voor de Vernieuwing van Slotermeer (de "grootste metamorfose", "waarbij de sociale pijler leidend is") aan de bewoners ter toetsing voor te leggen. De deelraad werd op dat moment gedomineerd door GroenLinks en de PvdA en zou in 2009 de uiteindelijke beslissing nemen over het plan dat zij met de corporaties samen had gemaakt. Half april 2009 presenteerden enkele woningcorporaties tot verbijstering van veel bewoners (vooral huurders) hun plannen om bij vele honderden woningen in en vooral rond dit gebied 'zware ingrepen' te gaan toepassen. Dit is: renovatie of sloop/nieuwbouw, sloop met name voor een groot deel van de karakteristieke Airey-woningen aan de noordkant van de Burgemeester De Vlugtlaan en vrijwel de hele Couperusbuurt.
De auteurs van de website Samennieuwwest.nl hebben een heel andere mening over deze wijk dan de woningbouwcorporaties en het stadsdeelbestuur: "Wie de recente geschiedenis overziet, constateert dat de ooit verketterde negentiende-eeuwse wijken inmiddels populaire woonbuurten zijn geworden. Het is hoog tijd om de succesformule van 'renovatie met een min of meer restauratief karakter', ook toe te passen op de naoorlogse woonwijken."
Op 11 mei 2009 organiseerde Agora-Europa in de Zuiderkerk in Amsterdam een speeddate om onder meer voor het Van Eesteren Museum een vitale coalitie te smeden die de zorg op zich neemt voor dit voorbeeld van cultureel erfgoed. Dit in het kader van een groot programma onder de titel Nieuw Leven voor oude Gebouwen! (en gebieden overigens). De opzet lukte niet in alle gevallen, met name niet voor het Van Eesteren Museum. De meningen verschilden vooral over de voorgenomen grootschalige sloop/nieuwbouw.
Eind augustus 2009 leverden de Erfgoedvereniging Heemschut, de Vereniging ProWest en de Stichting Cuypersgenootschap een uitgebreide gezamenlijke inspraakreactie aan de bestuurders van het stadsdeel en de betrokken woningbouwcorporaties, waarin zij grote zorgen uitspraken over de plannen voor massale sloop en zware renovatie. Zij bevalen acht grote en kleine gebieden aan voor zeer zorgvuldig beheer, c.q. voor behoud. Ook het Bewonersplatform Geuzenveld-Slotermeer stuurde een inspraakreactie en adviezen naar de besturen van het stadsdeel en de woningbouwcorporaties. De reacties van de erfgoedverenigingen en het Bewonersplatform zijn te vinden op de actualiteitenpagina van de website Meerwaldt.nl en die van het Bewonersplatform.
Het Parool bracht op 9 september 2009 onder de kop Woningen Van Eesteren niet slopen het bericht dat het Amsterdamse college van B&W de massale sloopplannen van het stadsdeel afwijst. Ook de PvdA-fractie keerde zich tegen sloop. In een commentaar op de website van Het Parool feliciteerde deelraadslid Hans Staphorsius (GroenLinks) de protesterende bewoners met deze uitspraken.
José van Heuven is door het Stadsdeel Geuzenveld-Slotermeer ingehuurd om invulling te geven aan de opdracht van de Stadsdeelraad om tot oprichting van een museumruimte met expositie- en ontmoetingsplek te komen. Zij heeft inmiddels het overleg afgerond met diverse partijen en personen, onder meer de vereniging ProWest, om een projectvoorstel voor te bereiden. In november 2009 stelde een delegatie van de Rijksdienst voor het Cultureel Erfgoed (RCE) en het ministerie van VROM/WWI zich op de hoogte van de situatie. De taak van José van Heuven werd rond de jaarwisseling overgenomen door Hans van der Schaaf. Op 13 januari 2010 onderzocht de initiatiefgroep voor de museumruimte twee potentiële locaties in het gebied. Het Van Eesteren Binnenmuseum wordt gevestigd in het gebouw van het voormalige NOVA Esprit College aan de Burgemeester De Vlugtlaan.
Op 15 maart 2010 werden de statuten voor de Stichting Van Eesteren Museum bij de notaris vastgelegd en het bestuur benoemd. Het bestuur bestond vanaf dat moment uit Maurits de Hoog (voorzitter), Sandra de Vries, Anouk de Wit en Fred Martin.

## Nieuwbouw
In december 2016 werd een terrein aan de noordzijde van de Sloterplas bouwrijp gemaakt voor nieuwbouw. De maand daarop werd met de bouw begonnen. De 38 funderingspalen werden vanaf 27 januari 2017 de grond ingedreven. Daarop kwam een rechthoekig gebouw met veel glas, lariks steunbalken en een buitenkant die vooral zwart is. Aan beide zijden van het gebouw is een overstek geplaatst. Architektenbureau Korteknie Stuhlmacher ontwierp het gebouw met het oorspronkelijke idee van Van Eesteren als basis. Hij voorzag hier in zijn Plan Tuinstad Slotermeer (1939) een culturele bestemming annex paviljoen, dat er tot 2017 niet kwam; het bleef een lege plek. Het uiterlijk van het gebouw is sober en doelmatig; de stijl die Van Eesteren als stedenbouwkundige voor ogen had. Aannemer was de KBK-bouwgroep. Op 22 oktober 2017 kon het gebouw geopend worden.